# خوسيه خواكين أغيري
خوسيه خواكين أغيري (بالإسبانية: José Joaquín Aguirre)‏ هو جراح وطبيب وسياسي تشيلي، ولد في 1822 في تشيلي، وتوفي في 22 يناير 1901 في قرطاجنة في تشيلي. حزبياً، نشط في National Party (Chile, 1857) ‏. وقد انتخب عضو مجلس النواب من شيلي.